# 伊是名島
26°55′40″N 127°56′28″E / 26.92778°N 127.94111°E
伊是名島（日语：／ Izena-jima、琉球語：／ ）是沖繩群島伊平屋伊是名群島中的一個島嶼，行政區劃上屬於沖繩縣島尻郡伊是名村。
伊是名島是伊是名村唯一一個有人島。面積13.12平方公里，比相鄰的伊平屋島標高來得低，地形平坦更為廣闊。最高峰為大野山，標高119.9公尺。
島上有伊是名降落場，能去沖繩島以及其他島嶼。仲田港與本部半島今歸仁村的運天港之間有一天兩次往返的渡船，事實上是島上唯一的交通手段。
島上有伊是名城，為沖繩縣指定史跡。琉球第二尚氏王朝的建立者尚圓王出生於此島。